# Elisabeth von Waldeck (Kaufungen)
Elisabeth von Waldeck († 25. April 1495 in Kaufungen) war von 1442 bis zu ihrem Tod Äbtissin des Frauenstifts Kaufungen im nordhessischen Kaufungen.
In der Stammliste des Hauses Waldeck scheint sie nicht vorzukommen. Wahrscheinlich war sie eine Tochter des Grafen Otto III. von Waldeck zu Landau (* um 1389; † 1458/1459) und dessen Ehefrau Anna von Oldenburg († nach 22. Juni 1438), die er 1424 heiratete. Die alten Chroniken erwähnen bisher nur drei  Söhne des Paars, Johann, Heinrich und Otto († 1495), aber Elisabeths Lebensdaten passen eigentlich nur zu Otto III. und dessen Kindern.
Um ihre Versorgung zu sichern, erhielt sie eine Pfründe als Stiftsdame in Kaufungen. Bereits im Jahre 1440 ist sie dort als Caplanisse und Kanonikerin beurkundet. Am 16. Juli 1442 trat sie das Amt der Äbtissin an, das sie fast 53 Jahre lang bis zu ihrem Tod 1495 innehatte. Sie wurde demnach bereits in verhältnismäßig jungen Jahren von den fünf oder sechs Kanonissen des Stifts zur Äbtissin gewählt. Dabei mag die Größe der vom Vater dem Stift zugewiesenen Mitgift eine Rolle gespielt haben.
Als Äbtissin folgte Elisabeth auf Bertha von Sayn, die 42 Jahre an der Spitze des Stifts gestanden hatte (1399 Amtsantritt; † 1442); Elisabeths Nachfolgerin war Agnes von Anhalt (1495–1504 Administratorin; † 15. August 1504).